# Hajasi Honoka
Hajasi Honoka (林 穂之香) (Udzsi, 1998. május 19. –) japán válogatott labdarúgó.

## Klub
A labdarúgást a Cerezo Osaka Sakai csapatában kezdte. 150 bajnoki mérkőzésen lépett pályára és 36 gólt szerzett. 2021-ben az AIK csapatához szerződött.

## Nemzeti válogatott
2019-ben debütált a japán válogatottban. A japán válogatott tagjaként részt vett a 2020. évi nyári olimpiai játékokon. A japán válogatottban 8 mérkőzést játszott.

## Statisztika
| Japán válogatott | Japán válogatott | Japán válogatott |
| Időszak          | Mérk.            | gól              |
| ---------------- | ---------------- | ---------------- |
| 2019             | 1                | 0                |
| 2020             | 0                | 0                |
| 2021             | 7                | 0                |
| Összesen         | 8                | 0                |